# Некреси
Некреси (груз. ნეკრესი) је историјско и археолошко налазиште у источној грузијској области Кахетија, између града Кварели и села Шилда, у подножју планина Великог Кавказа. У њему се налази још увек функционални манастир Некреси, основан у 6. веку.
Некреси је познат из рано-средњовековних грузијских извора као некада напредан антички град. Низом археолошких експедиција, почевши од 1984. године, откривена су различита обележја великог насеља, али су његове размере и даље непознате због густог шумског предела и недостатка писаних извора. Неколико великих грађевина, откопаних широм локалитета и углавном датираних у касну антику, носе трагове земљотреса и насилног разарања. Некреси су у 8. веку сведени на село или више заселака. Његов главни манастир остао је у функцији, али је сам град био затрпан зеленилом и постепено нестајао из историјског сећања све док га није поново открила модерна археологија.
Нека од најважнијих археолошких открића укључују винарију Нагебеби, зороастријски храм ватре и ранохришћанске базилике Чабукаури и Долочопи.

## Историја
Некреси — који се понекад назива Некриси, а некад необично, Нелкариси или Нелкари — појављује се у рано-средњовековним грузијским хроникама као краљевски пројекат у Кахетији, на крајњем истоку области Картлије, који је класичним ауторима био познат као краљевина Иберија. Оснивање града у Некресију приписује се Парнајому, четвртом на традиционалној листи краљева Картлије  (владао 109 – 90. п. н. е., према хронологији Кирила Туманова ). Девети краљ, Аршак (владао од  90–78. п. н. е. ), наводно га је улепшао  а Мирваноз, учитељ дечака-краља Миријана (владао од 284–361 ) — први хришћански монарх Картлија — наводно је ојачао зидине града.  Још касније, краљ Трдат (владао од 394–406 ) је заслужан за оснивање хришћанске цркве у Некреси  а Дачи, син краља Вахтанга I (владао 447–522 ) изгледа да је добио на доживотно уживање Некреси, заједно са Черемијем. 
У 6. веку, брдо у Некресију постало је дом хришћанске монашке групе, повезане у средњовековној грузијској књижевној традицији са Абибосом, једним од тринаест асирских отаца, групом аскета који су популаризовали монаштво широм источних грузијских области.   Абибос се супротставио Зороастријанцима, да би га они на крају погубили.  
Историја Некресија као главног урбаног и верског центра у касној антици поткрепљена је низом археолошких студија између 1984. и 2017.  Рушевине две велике ранохришћанске базилике откривене су на шумовитим парцелама Долочопи и Чабукаури, удаљене око четири километра, прва је датирана методом радиоактивног угљеника у 387,  а другу је идентификовао човек који је ископао, Нодар Бахтадзе,као цркву краља Трдата.  На пола пута између ових локалитета, у подножју брда на коме се налази манастир Некреси, откривен је зороастријски храм ватре. Због недостатка писаних извора и густог зеленила које покрива подручје, обим ових насеља Некресија је непознат. Након низа земљотреса и страних инвазија, посебно оних од стране Арапа у 8. веку, град је почео да пропада.  Некреси су сведени на сеоско насеље или групу села, док је некада цветајући град пао у заборав и у касном средњем веку га је у великој мери преузела природа.  
Манастир на врху брда у Некресију је наставио да функционише и такође је служио као седиште локалног епископа, под називом Некресели. Управа је видела његове одбрамбене структуре утврђене током релативно стабилних владавина узастопних краљева Кахетија, Леона (владао од 1518–1574) и Александра II (владао од 1574–1605). Накнадна превирања и непрекидни пљачкашки напади суседних дагестанских племена приморали су епископа да 1785. пренесе своју столицу из манастира у релативно обезбеђење цркве Богородице у оближњем селу Шилда. Убрзо након царског руског преузимања грузијске цркве 1811. године, епархија Некреси је укинута, након чега је уследило распуштање самог манастира. Оба су обновљена у модерној Грузији након пада Совјетског Савеза: бивша епископија је реконституисана као Епархија Некреси у оквиру Грузијске православне цркве 1995. године, а манастир је поново насељен монасима 2000. 

## Споменици
Локалитет Некреси заузима равницу обрадивог земљишта и шумовитих падина у подножју најјужнијег огранка Великог Кавказа, између корита река Дуруџи и Челти. Најживљи део града простирао се 1,5 км између два брда, Назвреве Горе (буквално, „брдо некадашњих винограда“) на истоку и Самаркебис Сери („брдо сахрањивања“) на западу. На врху првог налази се манастир Некреси, а на другом се налазе рушевине такозваног комплекса Нагебеби. Централни део срушеног града садржи рушевине базилике Чабукаури. Још једно велико насељено подручје, вероватно најисточније насеље у граду, налазило се на левој обали реке Дуруџи, где је откривена базилика Долочопи. 

### Манастир Некреси
Манастир Некреси је комплекс зграда, укључујући троцрквену базилику Успења Пресвете Богородице, погребну капелу — обе датиране у 6. век, централно планирану цркву Архангела Михаила саграђену у 8. или 9. веку, бискупску палату из 9. века, као и трпезарију из 12. века, одбрамбену кулу из 16. века и остатке магацина и других помоћних објеката.  Погребна капела се дуго сматрала — после Георгија Чубинашвилија — прото-базиликом из 4. века и једном од најранијих хришћанских цркава у Грузији саграђеном на месту некадашњег зороастријског светилишта, али археолошка ископавања нису пронашла доказе о било каквој градњи на месту пре 6. века и „базилика из 4. века“ је дефинитивно идентификована као погребна капела из 6. века. 

### Храм ватре
Јужно од манастира, у подножју Назвреве Горе, пронађени су остаци зороастријског светилишта, конвенционално познатог као храм ватре Некреси. То је сложена правоугаона грађевина, са две фазе изградње од 2. до 4. века. Угаљ из рушевина је методом радиоактивног угљеника датиран до 5. века, што сугерише да је локалитет уништен у то време. Међународно истраживање на локацији сугерисало је да је храм био усклађен са летњим и зимским солстицијима и да је можда укључивао елементе обожавања сунца. Алтернативно тумачење је да је комплекс у ствари био манихејско светилиште. 

### Базилике Чабукаури и Долочопи
Рушевине две велике базилике — познате као цркве Чабукаури и Долочопи — откривене су око 1,5 км северозападно и 3,5 км источно од манастира Некреси, 1998. и 2012. године. Прва је типолошки датирана у 4–5. век, а другаи у 387; ова открића су довела у питање до тада доминантно тумачење – засновано на аргументу из тишине – да су ранохришћанске црквене грађевине у источној Грузији обично биле ограничене на мале и једноставне капеле.  Обе ове цркве су претходнице базилике са три цркве, необичног грузијског дизајна, у којој директна комуникација између три брода није постојала или је била ограничена. 

### Нагебеби комплекс
Археолошким ископавањима на брежуљку Самаркебис Сери, у западном делу локалитета Некреси — на месту локално познатом као Нагебеби — откривена је камена винарија, правоугаоне основе и димензија 20 x 20 м. У њој се налазило пет пространих преса за вино и две цистерне. Инвентар је био ограничен углавном на грнчарију, од којих су неке биле глазиране. Грађевина је датирана у 4-5. век. Слој испод винарије дао је остатке прехришћанског светилишта, са обредним и жртвеним јамама и гробовима, датираним — на основу карактеристика откривеног глиненог посуђа — у 3-2. век пре нове ере. 
Неких 30 метара даље стоје рушевине базилике са три цркве из 6. века, чији је изглед промењен почетком 8. века, вероватно као резултат непријатељског напада, што сугеришу трагови ватре. Фрагменти грнчарије из 12–13. века пронађени на поду цркве указују на то да је црква још увек била у употреби у то време, да је на крају пропала у 14. веку, вероватно као резултат Тимурових инвазија на Грузију. Око цркве постоји више гробница. 

#### Некреси натписи
Винарија Нагебеби била је поприште резонантног открића - 1986. и 1987. године, најмање шест фрагментираних грузијских натписа уклесаних древним грузинским писмом на каменим плочама, поново коришћених у изградњи каснијих грађевина. На основу личних имена поменутих у овим текстовима и недостатка алузије на хришћанство, Леван Чилашвили, главни археолог у Некресију, залагао се за прехришћанско датирање ових натписа и доделио најстарији натпис од 4. до 2. века пре нове ере и најновији до 4. века нове ере.  Већина грузијских и међународних археолога и лингвиста, укључујући Чилашвилијевог наследника Нодара Бахтадзеа, сматра да је такво датирање тешко прихватити и верује да натписи Некреси датирају из оквира признатог хоризонта познатог по раном грузијском писму, то јест, 5. веку н.е. или касније.  Стивен Рап сугерише да би натписи могли бити пример употребе грузијског писма од стране нехришћанских, а посебно зороастријских заједница у касноантичкој источној Грузији. 

### Црква светог тројства
Црква светог тројства Некреси налази се око 3 км југозападно од манастира Некреси, на шумовитом брду познатом као Кудигора. То је базилика са три цркве из 6–7. века, димензија 3,7 x 3,2 м. Вероватно је функционисала као помоћни манастир и испосница манастира Некреси. Манастир је изгледа функционисао до 14. века; затим су мештани оближњих села повремено користили објекат за црквене службе. Археолошким ископавањима пронађено је неколико гробница, комада грнчарије, као и кљова вепра — депонованих у слојевима 11–13. века — што подсећа на давно успостављену традицију жртвовања вепра на Некресима. 